# Nina Müller
Nina Wörz (senere Müller) (født 14. november 1980) er en tidligere tysk håndboldspiller, der repræsenterede Tysklands håndboldlandshold. Hun fik debut på det tyske A-landshold den 19. Februar 1999, i en kamp mod Polen.
Hun var en del af det tyske A-landshold som ved VM i håndbold 2007 vandt bronze. Hun blev også udtaget til Tysklands OL-trup til Sommer-OL 2008 i Beijing, hvor Tyskland blev rangeret nr. 11. Hun præsenterede også Tyskland ved EM i håndbold 2008 i Makedonien og ved VM i håndbold 2009 i Kina, sammen med resten af A-landsholdet. Hun var også med ved EM i håndbold 2010 i Norge og Danmark, hvor de blev placeret som nr. 13. Hun er gift med Susann Müller, der også er tidligere landsholdsspiller.

## Meritter
- Tysk mester: 2002, 2006, 2017
- Tysk pokalvinder: 2006, 2019
- VM-bronze 2007
- EHF Cup-vinder 2010
- DM-sølv 2010
- DM-vinder 2012 i Randers HK
- Slovensk mestre: 2013, 2014
- Slovensk pokalvinder: 2013, 2014